# Золотая малина (премия, 2012)
32-я церемония вручения наград премии «Золотая малина» за сомнительные заслуги в области кинематографа за 2011 год. Лауреаты были объявлены 1 апреля 2012 года.

## Лауреаты и номинанты
| Лауреаты — выделены отдельным цветом. |

| Категории                                  | Номинанты |
| ------------------------------------------ | --- |
| Худший фильм                               | • «Такие разные близнецы» |
| Худший фильм                               | • «Баки Ларсон: Рожденный быть звездой» |
| Худший фильм                               | • «Старый Новый год» |
| Худший фильм                               | • «Трансформеры 3: Тёмная сторона Луны» |
| Худший фильм                               | • «Сумерки. Сага: Рассвет — Часть 1» |
| Худшая мужская роль                        | • Адам Сэндлер — «Такие разные близнецы» и «Притворись моей женой»                                                                                   |
| Худшая мужская роль                        | • Рассел Брэнд — «Артур. Идеальный миллионер» |
| Худшая мужская роль                        | • Николас Кейдж — «Сумасшедшая езда», «Время ведьм» и «Что скрывает ложь»                                                                            |
| Худшая мужская роль                        | • Тейлор Лотнер — «Погоня» и «Сумерки. Сага: Рассвет — Часть 1»                                                                                      |
| Худшая мужская роль                        | • Ник Свардсон — «Баки Ларсон: Рожденный быть звездой»                                                                                               |
| Худшая женская роль                        | • Адам Сэндлер (в роли Джилл) — «Такие разные близнецы»                                                                                              |
| Худшая женская роль                        | • Мартин Лоуренс (в роли «Большой мамочки») — «Большие мамочки: Сын как отец»                                                                        |
| Худшая женская роль                        | • Сара Пэйлин — «Непобежденные» |
| Худшая женская роль                        | • Сара Джессика Паркер — «Я не знаю, как она делает это» и «Старый Новый год»                                                                        |
| Худшая женская роль                        | • Кристен Стюарт — «Сумерки. Сага: Рассвет — Часть 1»                                                                                                |
| Худшая мужская роль второго плана          | • Аль Пачино — «Такие разные близнецы» |
| Худшая мужская роль второго плана          | • Патрик Демпси — «Трансформеры 3: Тёмная сторона Луны»                                                                                              |
| Худшая мужская роль второго плана          | • Джеймс Франко — «Храбрые перцем» |
| Худшая мужская роль второго плана          | • Кен Джонг — «Большие мамочки: Сын как отец», «Мальчишник 2: Из Вегаса в Бангкок», «Трансформеры 3: Тёмная сторона Луны» и «Мой парень из зоопарка» |
| Худшая мужская роль второго плана          | • Ник Свардсон — «Притворись моей женой» и «Такие разные близнецы»                                                                                   |
| Худшая женская роль второго плана          | • Дэвид Спейд (в роли Моники) — «Такие разные близнецы»                                                                                              |
| Худшая женская роль второго плана          | • Кэти Холмс — «Такие разные близнецы» |
| Худшая женская роль второго плана          | • Роузи Хантингтон-Уайтли — «Трансформеры 3: Тёмная сторона Луны»                                                                                    |
| Худшая женская роль второго плана          | • Брэндон Т. Джексон (в роли Шармейн Дэйзи Пирс) — «Большие мамочки: Сын как отец»                                                                   |
| Худшая женская роль второго плана          | • Николь Кидман — «Притворись моей женой» |
| Худший актёрский дуэт                      | • Адам Сэндлер и Кэти Холмс или Адам Сэндлер и Аль Пачино — «Такие разные близнецы»                                                                  |
| Худший актёрский дуэт                      | • Николас Кейдж и любой актёр или актриса из трёх фильмов — «Сумасшедшая езда», «Время ведьм» и «Что скрывает ложь»                                  |
| Худший актёрский дуэт                      | • Шайа Лабаф и Роузи Хантингтон-Уайтли — «Трансформеры 3: Тёмная сторона Луны»                                                                       |
| Худший актёрский дуэт                      | • Адам Сэндлер, Дженнифер Энистон и Бруклин Деккер — «Притворись моей женой»                                                                         |
| Худший актёрский дуэт                      | • Кристен Стюарт, Тейлор Лотнер и Роберт Паттинсон — «Сумерки. Сага: Рассвет — Часть 1»                                                              |
| Худший приквел, сиквел, ремейк или плагиат | • «Такие разные близнецы» |
| Худший приквел, сиквел, ремейк или плагиат | • «Артур. Идеальный миллионер» |
| Худший приквел, сиквел, ремейк или плагиат | • «Баки Ларсон: Рожденный быть звездой» |
| Худший приквел, сиквел, ремейк или плагиат | • «Мальчишник 2: Из Вегаса в Бангкок» |
| Худший приквел, сиквел, ремейк или плагиат | • «Сумерки. Сага: Рассвет — Часть 1» |
| Худший режиссёр                            | • Деннис Дуган — «Такие разные близнецы» и «Притворись моей женой»                                                                                   |
| Худший режиссёр                            | • Майкл Бэй — «Трансформеры 3: Тёмная сторона Луны»                                                                                                  |
| Худший режиссёр                            | • Том Брейди — «Баки Ларсон: Рожденный быть звездой»                                                                                                 |
| Худший режиссёр                            | • Билл Кондон — «Сумерки. Сага: Рассвет — Часть 1»                                                                                                   |
| Худший режиссёр                            | • Гарри Маршалл — «Старый Новый год» |
| Худший сценарий                            | • «Такие разные близнецы» |
| Худший сценарий                            | • «Баки Ларсон: Рожденный быть звездой» |
| Худший сценарий                            | • «Старый Новый год» |
| Худший сценарий                            | • «Трансформеры 3: Тёмная сторона Луны» |
| Худший сценарий                            | • «Сумерки. Сага: Рассвет — Часть 1» |
| Худший актёрский ансамбль                  | • «Такие разные близнецы» |
| Худший актёрский ансамбль                  | • «Баки Ларсон: Рожденный быть звездой» |
| Худший актёрский ансамбль                  | • «Старый Новый год» |
| Худший актёрский ансамбль                  | • «Трансформеры 3: Тёмная сторона Луны» |
| Худший актёрский ансамбль                  | • «Сумерки. Сага: Рассвет — Часть 1» |

## Статистика
Фильмы номинированные по несколько раз:
- 12: «Такие разные близнецы»
- 8: «Трансформеры 3: Тёмная сторона Луны» и «Сумерки. Сага: Рассвет — Часть 1»
- 6: «Баки Ларсон: Рожденный быть звездой»
- 5: «Притворись моей женой» и «Старый Новый год»
- 3: «Большие мамочки: Сын как отец»
- 2: «Артур. Идеальный миллионер», «Сумасшедшая езда», «Мальчишник 2: Из Вегаса в Бангкок», «Время ведьм» и «Что скрывает ложь»